# Clubiona kurenshikovi
Clubiona kurenshikovi är en spindelart som beskrevs av Mikhailov 1995. Clubiona kurenshikovi ingår i släktet Clubiona och familjen säckspindlar. Inga underarter finns listade i Catalogue of Life.